# Bei Shizhang
Bei Shizhang (en chino tradicional, 貝時璋; en chino simplificado, 贝时璋; pinyin, Bèi Shízhāng; Wade-Giles, Pei Shih-chang; Zhenhai, 10 de octubre de 1903 – 29 de octubre de 2009), o Shi-Zhang Bei, fue un biofísico, embriólogo y escritor chino, académico en la Academia China de las Ciencias.
Bei obtuvo el doctorado en la Universidad de Tubinga en 1928. Empezó a trabajar en el departamento de biología de la Universidad de Zhejiang en 1929 y trabajó allí durante 20 años. Fue el miembro más anciano de a Academia Sínica y de la Academia China de las Ciencias en el momento de su muerte. Fue fundador, primer director y director honorario del Instituto de Biofísica de la Academia China de las Ciencias.
También fue pionero de la citología y embriología en China. Fue considerado como el "Padre de biofísica china". El asteroide (31065) Beishizhang fue bautizado así en su honor por su 100 cumpleaños. 